# Calomys cerqueirai
Calomys cerqueirai é uma espécie de roedor da família Cricetidae. Endêmica do Brasil, onde pode ser encontrada no estado de Minas Gerais.